# Dietrich II. von Meißen
Dietrich II. von Meißen (* um 1190; † 22. September 1272) war von 1242 bis 1272 Bischof von Naumburg.

## Leben
Der uneheliche Sohn des Markgrafen Dietrich von Meißen und einer Schwester des Burggrafen von Zeitz, Meinhard von Wolftitz, war als Kind Domicellar am Naumburger Domkapitel, Pfarrer in Torgau, ab 1213 Domherr in Naumburg und ab 1230 Dompropst. Er setzte sich mit Hilfe seines Halbbruders, des Markgrafen Heinrich des Erlauchten, gegen den am 5. Juni 1243 von der Mehrheit des Domkapitels gewählten Peter von Hagin als Bischof von Naumburg durch. Nachdem Peter erfolglos gegen dieses Vorgehen interveniert hatte, wurde Dietrich II. schließlich von Siegfried III. von Eppstein nach päpstlichem Dispens 1245 geweiht.
In den Auseinandersetzungen zwischen Papst Innozenz IV. und Kaiser Friedrich II. neigte er der Partei des Papstes und des Gegenkönigs Heinrich Raspe zu, engagierte sich jedoch, abgesehen von verschiedenen Missionen zum Schutz anderer Bistümer, nicht in der Reichspolitik.
Aufgrund der Territorialinteressen Heinrichs des Erlauchten geriet Dietrich bald mit diesem in Konflikt. Im Thüringischen Erbfolgekrieg unterstützte er Sophie von Brabant gegen die wettinischen Ansprüche. Der Druck auf ihn nahm zu, als Markgraf Heinrich 1253/56 das Pleißenland erwarb. Zudem gelangte der Meißner Bischof Konrad I. von Wallhausen an die in seinem Bistum liegenden Naumburgischen Besitzungen. Am 25. April 1259 musste er in Seußlitz in einem Vertrag die Schutzherrschaft der Wettiner für das Bistum Naumburg anerkennen, die Befestigungen der Stadt Zeitz und mehrere Burgen schleifen. 1268 versöhnte er seine über die ihnen von ihrem Vater abgetretenen Länder in Streit geratenen Neffen Albrecht und Dietrich.
Dietrich II., der den unterbrochenen Bau des Naumburger Doms wieder aufnahm, ist vermutlich als Tumba auf den Stufen im Ostchor des Naumburger Domes abgebildet.